# 観念右翼
観念右翼（かんねんうよく）はある特定の右翼党派ではなく、純粋な日本精神主義を思想や行動の原理とする右翼団体。上杉慎吉を源流とする。

## 概要
国本社、建国会、血盟団、神兵隊、大日本生産党、大東塾などが挙げられ、革新右翼とともに昭和戦前期の右翼運動の二大潮流を形成した。